# Renato Carosone
Pour les articles homonymes, voir Carosone.
Renato Carosone (de son nom de naissance Renato Carusone), né le 3 janvier 1920 à Naples et mort le 20 mai 2001  à Rome, est un pianiste et chanteur de jazz italien. Il est l'auteur de chansons très en vogue : Tu vuo' fa' l'americano, Maruzzella (it), etc..
Carosone est l'un des deux chanteurs italiens (l'autre est Domenico Modugno) à avoir vendu des disques aux États-Unis sans les enregistrer en anglais,. 
En 2010, le duo australien de musique électronique Yolanda Be Cool remixe le classique Tu vuò fà l'americano dans une touche de danse électro qu'il renomme We No Speak Americano et qui devient un hit pendant l'été, venant conquérir la première place des ventes dans plusieurs pays d'Europe.

## Biographie
Renato Carosone grandit au sein d'une famille de trois enfants. Il obtient son diplôme de piano en 1937 et part pour Massawa, en Afrique. Il commence comme pianiste dans diverses formations, avant de gagner Asmara, où son cousin Antonio est directeur du Théâtre Odéon. Ce dernier lui confie la direction musicale du théâtre et de la discothèque attenante. Il y fait la connaissance de sa future femme Lita, avec qui il eut un fils (Pino). Il dirige également l'orchestre de la radio d'Asmara. 
En 1946, il revint à Naples mais s'installa très vite à Rome où il devint populaire dans le monde musical. En 1949, avec son ami napolitain Gegè Di Giacomo (à la batterie) et le Hollandais Peter Van Wood (à la guitare électrique), il créa le Trio Carosone, qui devint quartette (avec l'arrivée d'Elek Bacsik) puis sextette en 1957.
Avec ses six musiciens polyvalents (l'un joue, entre autres, de la cornemuse) et beaucoup d'exubérance napolitaine, Renato Carosone, pianiste arrangeur, aborde chaque note avec une optique originale. Il fut principalement remarqué pour ses chansons napolitaines, dont les plus connues : O Sarracino, Maruzzella, Tu vuo' fa l'Americano ainsi que Mambo italiano.
Il présenta aussi différentes émissions télévisées jusqu'en 2001. Il a également interprété le titre Istambul, très swing, que l'on peut retrouver sur la compilation Cannes 2001 Palm Beach Villa Mogador (FGL Productions).
Renato Carosone meurt dans son sommeil à Rome le 20 mai 2001. Il est incinéré et enterré au cimetière de Trevignano Romano.

## Hommage
En 2021, pour les 100 ans de sa naissance, la RAI rend hommage à Carosone avec la réalisation d'un téléfilm, Carosello Carosone (it), qui retrace sa carrière professionnelle.

## Discographie

### 33 tours
- 1954 - Carosello Carosone (Pathé) : "Renato Carosone e il suo "Quartetto"
- 1955 - Carosello Carosone no 2 (Pathé) : "Renato Carosone e il suo "Quartetto"
- 1956 - Carosello Carosone no 3 (Pathé) : "Renato Carosone e il suo "Quartetto"
- 1957 - Carosello Carosone no 4 (Pathé) : "Renato Carosone e il suo "Quartetto"
- 1957 - Carosello Carosone no 5 (Pathé) : "Renato Carosone e il suo "Quartetto"
- 1958 - Carosello Carosone no 6 (Pathé) : "Renato Carosone e il suo "Quartetto"
- 1958 - Carosello Carosone no 7 (Pathé) : "Renato Carosone e il suo "Quartetto"
- 1958 - Carovana Carosone A (Stereo) :  "Renato Carosone e il suo "Sestetto"
- 1975 - Dal vivo alla Bussola (CBS).
- 1976 - Pianofortissimamente (Dischi Ricordi).
- 1982 - Renato Carosone '82.
- 1982 - Sempre (album di Renato Carosone).
- 1989 - Na canzuncella doce doce (Easy Records Italiana)